# 国家建筑材料工业局
国家建筑材料工业局，簡稱国家建材局，是中华人民共和国国务院曾設立的一個国务院部委管理的国家局。前身为中华人民共和国建筑材料工业部。

## 历史
1956年時，中华人民共和国重工业部被分拆成冶金工业部、化学工业部和建筑材料工业部（部长赖际发）。管理的产品主要是水泥、平板玻璃、建筑卫生陶瓷、砖瓦和防水材料等。参考当时生产线上的外国设备，开发出湿法回转窑和干法立波尔窑生产线成套装备；平板玻璃九机窑生产线装备；以注浆成型和倒焰窑为特点的卫生陶瓷生产线装备；以摩擦压力机为核心的建筑陶瓷生产线装备。从此，新中国建材工业得以自主发展。这些技术装备是20世纪60年代到70年代末建材工业发展生产的主要装备。
1958年，建材部并入建筑工程部合并。1965年建材部再度由建築工程部中分出。
1970年7月1日，建材部與建筑工程部一起併入国家基本建设革命委员会，为建材组，国家建委第一副主任白向银兼组长。1972年12月改为国家基本建设委员会建筑材料工业局（简称国家建委建材局），国家建委第一副主任白向银兼局长。
1974年建材研究院在吉林四平石岭水泥厂建设中国第一条日产400吨熟料烧油预分解窑生产线。1975年在洛阳玻璃厂建成日熔化能力250吨的浮法玻璃试验线，成功投产运行，发明了“洛阳浮法玻璃工艺”。
1975年9月30日成立国家建筑材料工业总局，由国家建委代管，国家建委第一副主任白向银兼局长，原建材系统的直属企事业单位均由建材总局直接领导。设办公室和政工、计划、科技、基建、供应、生产、外经七个组。
1978年7月，国务院批转国家计委《关于加速发展水泥工业的报告》，同意追加水泥工业基本建设投资。建材总局报请国家计委从日本引进两套日产4000吨水泥熟料预分解窑新型干法成套装备，分别建设冀东水泥厂和海螺集团前身宁国水泥厂。
1979年2月，国务院批转国家建委、国家建材总局《关于加速发展建材工业的几项措施》。1979年4月，第五届全国人大常委会第七次会议通过决定，第三次成立中华人民共和国建筑材料工业部，宋养初任部长（兼国家建委副主任），白向银、杜春永、任朴斋、丁原、王怀义、祁峻、杜恩训、杨拯民为建材部副部长。主管水泥、玻璃、建筑卫生陶瓷、地方建筑材料、新型建筑材料、非金属矿山及其制品等。1981年10月，胡耀邦在中南海和宋养初谈话时指出，建材工业是建筑业的基础和先行，应当加快发展。建材工业部门不要搞大包大揽，应把主要精力用于管方针、管政策、出主意、想办法。1982年5月撤銷中华人民共和国建筑材料工业部，改为国家经委下属的国家建筑材料工业局，对外独立进行工作，同各部门各地区有关单位的工作关系仍保持不变，代表国家进行国际交往。1982年10月中央批准领导班子：局长杜恩训，副局长何祥、王健行、王燕谋，顾问丁原、祁峻。
1982年9月原国家建委散装水泥办公室改为国家经济委员会散装水泥办公室，设在国家建材局内，由该局处理日常工作。1983年11月中国非金属矿工业公司在北京成立。
1984年1月，国务院签发《关于调整国家建筑材料工业管理体制和成立中国新型建筑材料公司的通知》：国家建筑材料工业局改为国务院直属机构，由国家经委代管；中国新型建筑材料公司为人、财、物和产、供、销统一的经济实体，实行独立核算，自负盈亏，实行经理负责制，由国家建筑材料工业局领导。1985年6月中共国家经委党组以经发〔1985〕71号文件同意国家建材局党组由七人组成：林汉雄（党组书记）、何祥（党组副书记）、王燕谋（党组副书记）、王健行、张人为、李明豫、邹泽宇等。
1985年12月，成立中国建筑材料工业协会。该协会挂靠在国家建材局内，并接受其业务指导。杜恩训任理事长，丁原任会长。
1985年，水泥产量首次位居世界第一，自此成为全球水泥产量最大的国家。1987年，砖产量达到3991.39亿块、瓦产量达到448.27亿片，首次居世界第一。1989年平板玻璃产量达8441万重量箱，自此成为平板玻璃年产量最高的国家。
1991年8月，国务院以国发〔1991〕71号文件批准中国新型建筑材料公司、中国非金属矿工业总公司、中国耀华玻璃集团、中国洛阳浮法玻璃集团为国务院第一批试点企业集团。
2001年2月20日，撤销国家建筑材料工业局。原以“国家建筑材料工业局”为前缀命名的有关技术机构，更改为以“国家建筑材料工业”为前缀命名。中国建筑材料工业协会举行揭牌仪式，张人为任协会会长，雷前治、邹传胜、孙向远任副会长，陈国庆任秘书长。

## 机构设置
国家建筑材料工业局机关内设机构：
1. 办公室（外事司）
2. 规划发展司
3. 行业管理司
4. 企事业改革司
5. 人事司

## 历任局长
1. 宋养初
2. 杜恩训（1982-1984.9）
3. 林汉雄（1984.9-1989.2)
4. 王燕谋（1989.2-1994.1）
5. 张人为（1994.1-2001.2）